# Reskowo
Reskowo (kaszub. Reskòwò) – wieś kaszubska w Polsce, położona w województwie pomorskim, w powiecie kartuskim, w gminie Chmielno, na Pojezierzu Kaszubskim.
| SIMC    | Nazwa    | Rodzaj    |
| ------- | -------- | --------- |
| 0160130 | Dejk     | część wsi |
| 0160146 | Lipowiec | część wsi |

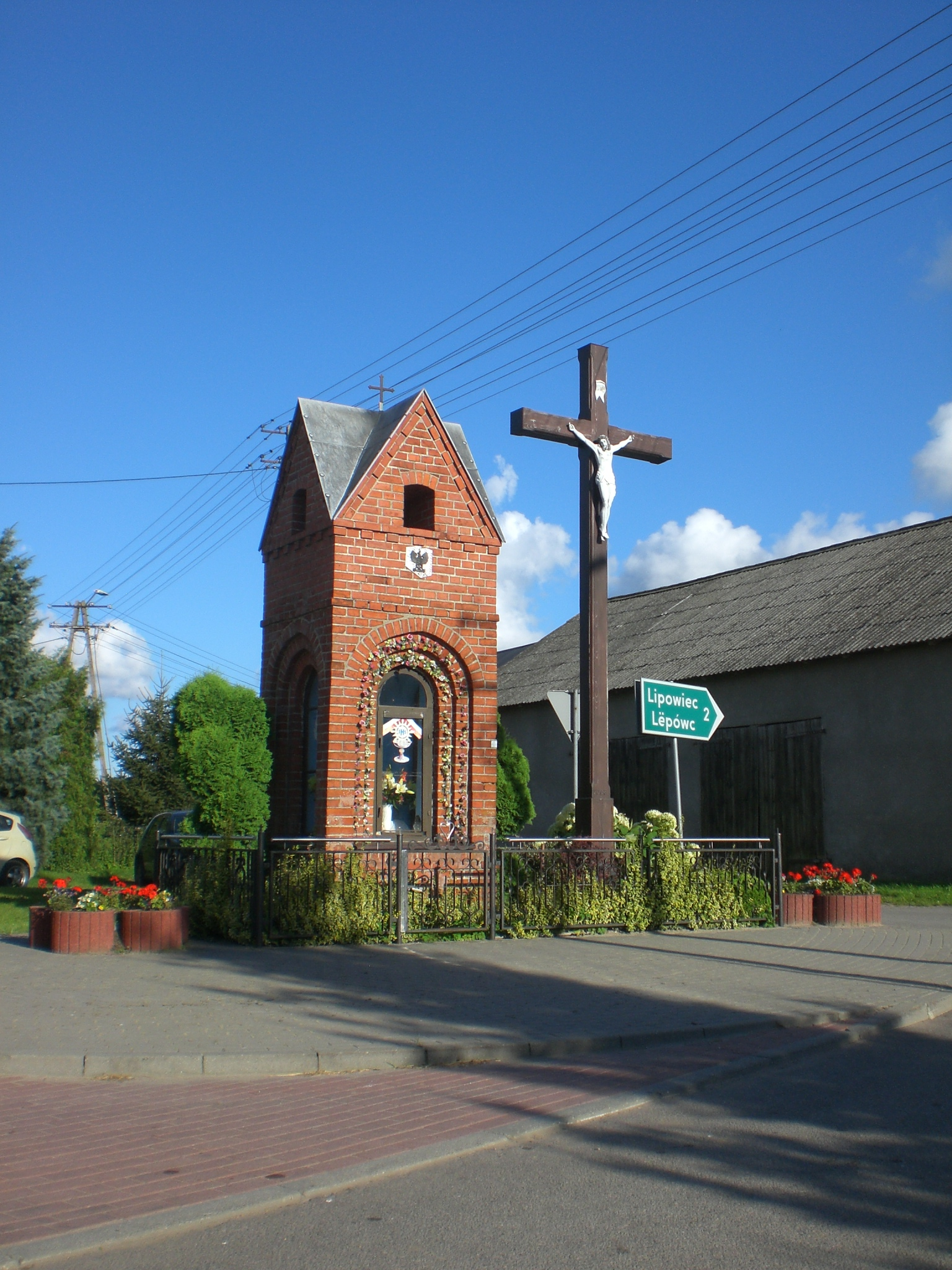
Przydrożna kapliczka w centrum Reskowa

Wieś leży na terenie Kaszubskiego Parku Krajobrazowego nad jeziorem Reskowskim. Wieś jest siedzibą sołectwa Reskowo, w którego skład wchodzą również miejscowości Dejk i Lipowiec.
Reskowo leży na trasie linii kolejowej Kartuzy-Sierakowice-Lębork (obecnie zawieszonej) i przy drodze wojewódzkiej nr . Znajduje się tu również placówka ochotniczej straży pożarnej. W kierunku północno-wschodnim od Miechucina zaczyna się kompleks Lasów Mirachowskich z rezerwatami przyrody Leśne Oczko i Staniszewskie Błoto. W pobliżu wsi znajduje się cmentarzysko płaskie.
Wieś norbertanek żukowskich w województwie pomorskim w II połowie XVI wieku. W latach 1975–1998 miejscowość administracyjnie należała do województwa gdańskiego.